# Masud Barzani
Masud Barzani (kurd. مه‌سعوود بارزانی, Mesûd Barzanî; ur. 16 sierpnia 1946 w Mahabadzie, Iran) – prezydent autonomicznego rządu kurdyjskiego w północnym Iraku, lider Demokratycznej Partii Kurdystanu (KDP).
Masud Barzani urodził się na terenie niepodległego państwa kurdyjskiego – Republiki Mahabadzkiej. W 1979 zastąpił swojego ojca Mustafę (byłego przywódcę kurdyjskich nacjonalistów) na pozycji lidera Demokratycznej Partii Kurdystanu. 